# Halafska kultura
Halafska kultura je zgodovinsko obdobje v severni Mezopotamiji, ki je trajalo približno od leta  6100 in 5100 pr. n. št.. Kultura se je razvila iz lončarske kulture mlajše kamene dobe, predvsem v jugovzhodni Turčiji, Siriji in severnem Iraku, četudi se je njen vpliv čutil po celi Mezopotamiji. 
Kultura je dobila ime po arheološkem najdišču Tell Halaf v severni Siriji, katerega je v letih 1911 do 1927 raziskoval nemški zgodovinar in arheolog Max von Oppenheim. Najzgodnejše predmete iz halafske kulture je izkopal britanski arheolog John Garstang leta 1908  na najdišču Sakce Gözü, ki je bilo takrat v Siriji, sedaj pa je v Turčiji.  Nekaj gradiva je izkopal tudi britanski arheolog Leonard Wooley leta 1913 v Karkemišu na turško-sirski meji. Najpomembnejše najdišče halafske kulture je Tell Arpačija v predmestju Mosula v Iraku.
Halafskemu obdobju je sledilo halaf-ubaidsko prehodno obdobje (okoli 5400-5000 pr. n. št.), temu pa ubaidsko obdobje.

## Izvor
Sirska planota se sprva ni imela za domovino halafske kulture. Njene prebivalce se je obravnavalo kot gorščake, ki so se z bližnjih gora spustili v jugovzhodno Malo Azijo, ali kot pastirje iz severnega Iraka. Po arheoloških izkopavanjih, ki jih je po letu 1986 opravil nizozemski arheolog Peter Akkermans in so dala nov vpogled v razvoj in stanje halafske kulture, so se mnenja o njih spremenila. V dolini reke Balikh so v Tel Sabi Abyadu odkrili tudi pred tem neznano prehodno kulturo med pozno neolitsko in halafsko kulturo.
V Tell Sabi Abyadu so doslej odkrili enajst naselitvenih plasti, od katerih se plasti 11-7 obravnavajo kot predhalafske, 6-4 kot prehodne in 3-1 kot zgodnjehalafske. Med plastmi ni naselitvenih praznin, razen med plastema 11 in 10. Najnovejše raziskave so pokazale, da halafska kultura ni bila niti nenadna niti plod tujcev, ampak rezultat neprekinjenega procesa kulturnih sprememb v severni Siriji, ki so se od tam razširile v sosednje pokrajine.

## Kultura

### Arhitektura
Nobeno halafsko naselje ni bilo temeljito raziskano. Odkopano je bilo samo nekaj zgradb, med njimi tell arpačijski tolosi, kupolaste zgradbe, dostopne skozi dolge pravokotne predsobe. Zgrajene so bile iz na zraku sušene opeke iz blata, včasih na kamnitih temeljih. Nekatere so se verjetno služile bogoslužju (v eni od njih so odkrili veliko ženskih figuric). Druge okrogle zgradbe so bile verjetno samo hiše. 

### Lončenina
Najbolj znano in najbolj značilno, tako imenovano halafsko lončenino, so izdelovali poklicni lončarji. Dražja posoda je bila poslikana z geometričnimi in živalskimi vzorci, včasih tudi v več kot dveh barvah. Izdelovali so tudi neposlikano kuhinjsko posodo in posoda z zloščeno površino. 
O tem, zakaj se je razvil značilen slog, obstaja več teorij. Teorija, da se je razvil s kopiranjem in da se je lončenina kot prestižno blago menjavala med lokalnimi elitami, je sporna. Za večbarvno poslikano halafsko lončenino se je sprva domnevalo, da je bila trgovsko blago, namenjemo izvozu. Po odkritju, da se je masovno proizvajala v vseh halafskih mestih in posebnih lončarskih naseljih, je tudi ta teorija postala vprašljiva.
Halafsko lončenino so našli v vseh delih severne Mezopotamije, tudi v Ninivah, Tepe Gavri in Čagar Bazarju, in mnogih mestih s Mali Aziji, sedanji Turčiji, kar kaže, da se je na široko uporabljala po vsej regiji. 
V halafskih skupnostih so poleg posode izdelovali tudi ženske figurice iz delno žgane gline in kamna in kamnite pečatnike. Za pečatnike se domneva, da so bili prvi znak nastajanja zasebne lastnine, ker so se v ta namen uporabljali kasneje.

## Gospodarstvo
Halafci niso uporabljali namakalnih sistemov in so bili odvisni samo od dežja. Pridelovali so dvozrnato pšenico, dvoredni ječmen in lan. Redili so govedo, ovce in koze.

## Konec halafske kulture  (severni ubaid)
Halafska kultura se je končala okoli leta 5000 pr. n. št. in prešla v tako imenovano halafsko-ubaidsko prehodno obdobje. Veliko halafskih mest je bilo opuščenih, preostala pa so dobila ubaidske značilnosti. Prehodno obdobje se imenuje tudi severni ubaid, da bi se razlikovalo od pravega ubaida na jugu Mezopotamije. Za prehod obstajata dve razlagi. Prva trdi, da so Halafce napadli in zamenjali Ubaidci, kar je skoraj izključeno. Druga, bolj verjetna razlaga trdi, da so Halafci preprosto prevzeli ubaidsko kulturo.